# Чжао Цзюнь
Чжао Цзюнь (кит. упр. 赵骏, пиньинь Zhào Jùn; род. 12 декабря 1986, Цзинань) — китайский шахматист, гроссмейстер (2005).
В составе сборной Китая участник 37-й Олимпиады (2006). Играя на 2-й резервной доске, получил серебряную медаль в командном зачёте.

## Изменения рейтинга
| Графики недоступны из-за технических проблем. См. информацию на Фабрикаторе и на mediawiki.org. |